# Камышёвское сельское поселение (Челябинская область)
Камышёвское се́льское поселе́ние — муниципальное образование в Аргаяшском районе Челябинской области Российской Федерации. В рамках административно-территориального устройства муниципальное образование  соответствует административно-территориальной единице Камышевский сельсовет.
Административный центр — деревня Камышёвка.

## История
Статус и границы сельского поселения установлены законом Челябинской области от 12 ноября 2004 года № 292-ЗО «О статусе и границах Аргаяшского муниципального района и сельских поселений в его составе».

## Население
| 2002  | 2010  | 2011  | 2012  | 2013  | 2014  | 2015  |
| ----- | ----- | ----- | ----- | ----- | ----- | ----- |
| 2490  | ↗2512 | ↗2515 | ↗2519 | ↘2425 | ↘2373 | ↘2323 |
| 2016  | 2017  | 2018  | 2019  | 2020  | 2021  | 2023  |
| ↗2327 | ↗2368 | ↗2386 | ↘2354 | ↗2361 | ↗2568 | ↘2544 |

## Состав сельского поселения
| № | Населённый пункт | Тип населённого пункта          | Население |
| - | ---------------- | ------------------------------- | --------- |
| 1 | Бигарды          | посёлок                         | ↘150      |
| 2 | Камышёвка        | деревня, административный центр | ↗901      |
| 3 | Медиак           | деревня                         | ↘170      |
| 4 | Метелева         | деревня                         | ↗681      |
| 5 | Селяева          | деревня                         | ↗375      |
| 6 | Чапаевка         | деревня                         | ↘235      |